# 난곡천
난곡천은 서울특별시 관악구 난곡동에서 발원하여 난곡사거리를 거쳐 서울특별시 구로구 구로동 구로공단역 교량 아래에서 도림천에 유입되는 관악구의 복개하천이다. 발원지인 상류구간을 제외한 전 구간이 복개되어 도로로 사용되고 있다. 2010년 이후 복개시설을 걷어내고 하천을 복원한다는 계획이 언급되었으나 구로구와 관악구가 주도하는 생태하천 복원계획에는 포함되지 않았다. 